# Lis Point
Der Lis Point (polnisch Przylądek Lisa) ist eine aufragende Landspitze an der Südküste von King George Island im Archipel der Südlichen Shetlandinseln. Sie liegt unterhalb des Urbanek Crag am Ufer des Ezcurra-Fjord.
Polnische Wissenschaftler benannten sie 1980 nach Marian Lis, Kapitän des Schiffs Zabrze bei der von 1976 bis 1977 durchgeführten polnischen Antarktisexpedition.